# Napeague State Park
Napeague State Park ist ein State Park im Gebiet der Town East Hampton im Suffolk County, New York. Der Park ist nicht bebaut, er erstreckt sich über die ganze Breite der South Fork von Long Island vom Atlantik bis zur Gardiners Bay und zum Block Island Sound. Er umfasst eine Fläche von 1364 acre (5,52 km²) entlang des Montauk Highway (New York State Route 27) am „Napeague Stretch“ zwischen Amagansett and Montauk. Das Dorf Napeague liegt am Rande des Parks.

## Geschichte
Das Gelände für Napeague State Park wurde ursprünglich von der Nature Conservancy 1976 erworben und 1978 an den New York State übergeben.  Es besteht hauptsächlich aus Feuchtgebieten und Gebieten, die 1938 während des Neuengland-Hurrikans von der Brandung überrollt worden waren.

## Geographie
Es gibt keine Campingmöglichkeiten im Park und eine Parkverwaltung erfolgt vom nahegelegenen Hither Hills State Park. Das wichtigste landschaftliche Merkmal ist der makellose Strand am Atlantik, der im Sommer geschlossen ist, weil der bedrohte Gelbfuß-Regenpfeifer dort nistet.
Eine Landmarke im Park ist die große aufgegebene Smith Meal Fish Factory in einem Gebiet der Gardiners Bay mit dem Namen Promised Land. Darum gibt es Streit, weil Cross Sound Ferry vorgeschlagen hat, von dem Promised Land Terminal einen Fährbetrieb über den Long Island Sound nach New London, Connecticut anbieten möchte. Bisher gibt es keine Verbindung von der South Fork von Long Island nach Connecticut und zu den beliebten Foxwoods und Mohegan-Sun-Casinos. Der einzige Fährverkehr am Ostende von Long Island verkehrt von Orient Point an der North Fork. Die Town of East Hampton hat jedoch bisher erfolgreich jedes Angebot einer Fährverbindung abgewehrt.